# Every Stranger's Eyes
„Every Stranger's Eyes“ je druhý singl britského baskytaristy a zpěváka Rogera Waterse, známého hlavně jakožto člena a vedoucího skupiny Pink Floyd. Singl byl vydán v létě 1984 (viz 1984 v hudbě).
Singl, který pochází z debutového Watersova alba The Pros and Cons of Hitch Hiking, vyšel pouze v nepříliš velkém nákladu. Píseň „Every Stranger's Eyes“ je oproti albové verzi mírně upravena. Na B straně singlu se nachází skladba „For The First Time Today, Parts 1 & 2“. Ta se skládá ze dvou původně samostatných písní „For The First Time Today, Part 1“ a „For The First Time Today, Parts 2“, které se na albu nachází na různých stranách desky: Part 2 na první straně, Part 1 na druhé straně LP.

## Seznam skladeb
1. „5:06 AM (Every Strangers Eyes)“ (Waters) – 4:54
2. „For the First Time Today, Parts 1 & 2“ (Waters) – 2:48